# クブチ砂漠

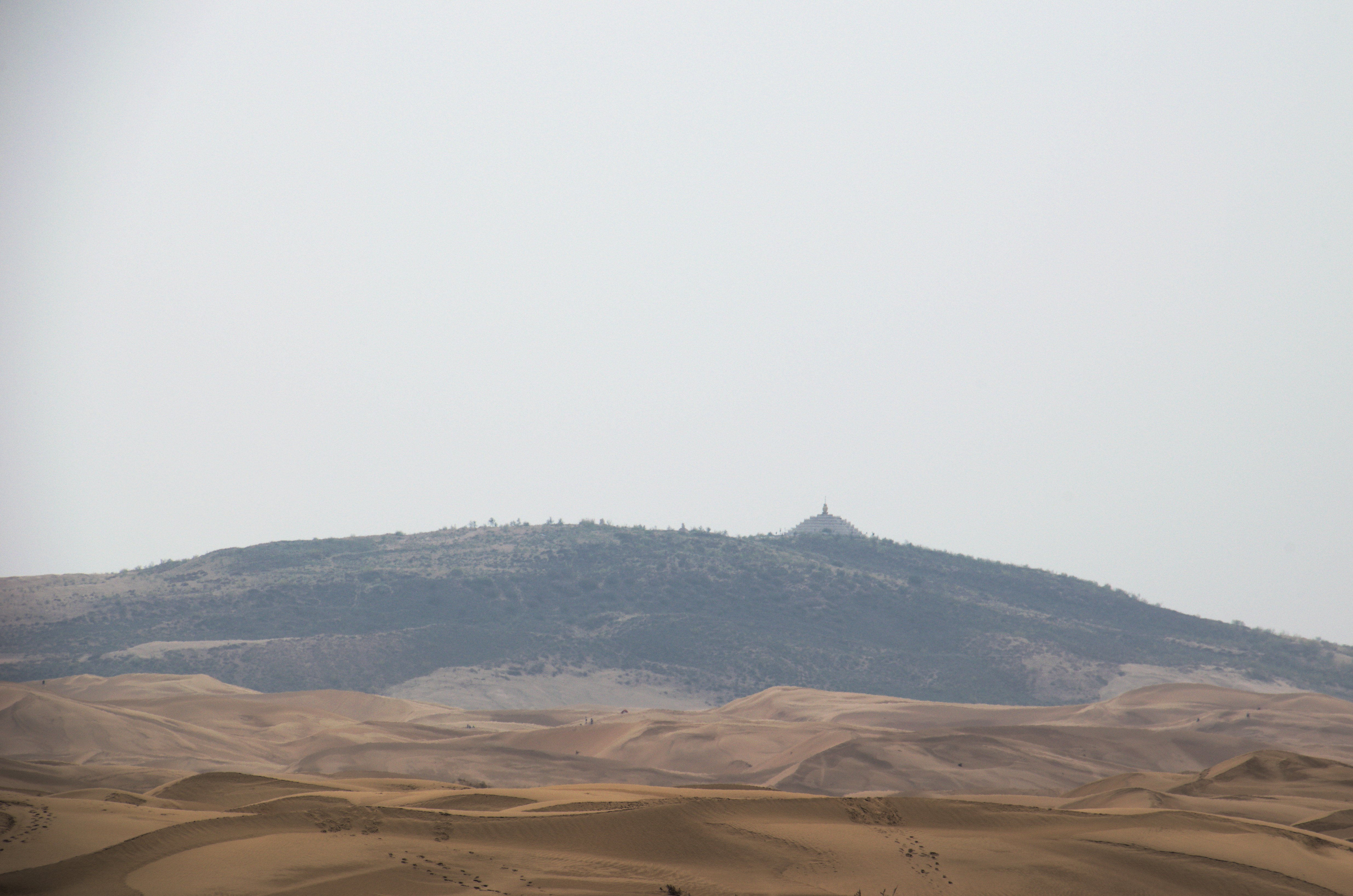
クブチ砂漠

クブチ砂漠 （簡体字：库布齐沙漠、繁体字：庫布齊沙漠、拼音：Kùbùqí Shāmò、モンゴル語： Хөвчий елсен）は、中国北西部のオルドス盆地に位置する砂漠である。内モンゴル自治区オルドス市が管轄している。「クブチ（モンゴル文字：ᠬᠥᠪᠴᠢ（キリル文字： хөвч）」は「（弓の）弦」を意味する。面積は18,600 km²（7,200平方マイル）
であり、中国で7番目に大きい砂漠である。また、北京に最も近い砂漠でもある。

## 地理
クブチ砂漠は、黄河が西、北、東の境界となっており、南はオルドス高原南部のムウス砂漠と接している。地形は南が高く、北が低い。砂漠の大部分は移動する砂丘で構成されており、主な地形は砂丘列と格子状の砂丘である。砂漠の地形は複雑かつ多様で、高砂地帯、低砂地帯、浮砂地帯、植生地帯、草原の道、川の谷の道など、さまざまな地形を覆っている。東西の長さは198km、南北の幅は最も広い部分で50km、最も狭い部分で15kmである。北部には黄河沿いに一級道路が通っている。

## 歴史

### 中華人民共和国設立前
清朝時代、クブチ砂漠は草原であった。しかし、清朝末期以降、長年の戦争、無差別な干拓、過放牧などの要因により、クブチは草原から砂漠へと変化した。

### 遠山正瑛による緑化活動
1991年、遠山正瑛は内蒙古自治区のクブチ砂漠にある恩格貝（エンガベイ、またはオングベー）で緑化活動のプロジェクトに携わることになった。同年、遠山はNPO法人日本沙漠緑化実践協会を設立した。協会は、「緑の協力隊」として組織された日本人ボランティアを恩格貝などのプロジェクト現場に派遣する上で中心的な役割を果たした。遠山も自らも、クブチ砂漠にある恩格貝に移住して、活動をするようになった。
遠山らによる、ポプラの木の植樹などによる活動により、クブチ砂漠の約2万ヘクタールの砂漠の緑化に成功し、その取り組みが高く評価されている。1996年8月16日、中国政府は植樹100万本達成を記念して、「緑色大使」称号を与え銅像を建立した。彼の功績は中国において高く評価され「砂漠の父」とも称されている。その後、恩格貝に遠山正瑛記念館が建てられた。このプロジェクトで、2008年までに、恩格貝のために200万元を集め、335のチーム、9320名の植林ボランティア参加によって、ポプラを中心に314万6566本が植林された。
遠山が2004年に亡くなった後も、日本沙漠緑化実践協会はその活動を継続している。

### 砂漠緑化の取り組み
1988年、内モンゴル自治区杭錦旗出身の王文彪は中国国有企業を辞め、不動産、工場、鉱山の事業を始めた。彼は事業で成功した後、クブチ砂漠の砂防プロジェクトに尽力した。彼が率いる亿利资源集团は、クブチ砂漠の大規模な緑化を実施してきた。
2013年には70～80羽のミヤマガラスの鶴がクブチに飛来し、2014年にはタンチョウの群れも現れた。甘草などのマメ科植物の長期栽培により、「生物学的窒素固定」効果が形成され、150万エーカーの砂漠に生物学的地殻と数センチメートルの厚さの黒土が出現し、農業栽培の初期条件が整った。
砂地の人々は、散在する遊牧民や遊牧民から、さまざまな職業に就く人々へと変化してきた。荒れ地に投資して株主になった人もいれば、木や草、薬草を植えて労働者になった人もいれば、モンゴルの「農家」や「田園家屋」の観光業を発展させた人もいる。砂地地域の10万人以上の人々の一人当たりの年間収入は2,000元未満から1万元近くに増加し、中には3万元を超える者もいる。
2015年、27年間の緑化活動を経て、クブチ砂漠の3分の1が緑化され、緑化面積は6,000km²に達し、砂漠化抑制面積は11,000km²に達した。緑化活動前と比較すると、クブチ砂漠の砂嵐は95％減少し、生物種の数は10倍に増加し、年間降水量は70ｍL未満から300ｍL以上に増加し、砂丘全体の高さは半分に減少した。12月1日のパリ気候変動会議では、中国のクブチ砂漠管理モデルが再び認められた。
クブチ砂漠の生態、経済、人々の生活のバランスのとれた発展の砂漠管理モデルは、国連環境計画によって認められている。クブチ砂漠は国連により「世界砂漠生態経済モデル地域」に指定されており、国連の高官会議で何度も推進されてきた。河北省、新疆ウイグル自治区など中国各地でも推進されている。

## 產業
2007年、クブチ砂漠でオフロードレース大会が開催されて以来、多くのオフロードレース愛好家を魅了してきました。 2012年、中国初の公共福祉施設であるクブチ砂漠国際オフロードレース基地がクブチ砂漠の中心部に設立されている。

## 自然エネルギー
砂漠には太陽光パネルと風力タービンを使ったギガワット規模の発電所が建設されている。 455ギガワットの風力発電と太陽光発電が計画されている。太陽光パネルは日陰の部分は水分を保持する効果があり、風力タービンは風速を低下させる効果がある。
1. ↑  “Revitalising China's Kubuqi Desert”. South China Morning Post 2019年5月30日閲覧。
2. ↑  “Korea Forest Service to Host Global Forest Meetings in June” (朝鮮語). 비즈니스코리아 - BusinessKorea. (2019年5月30日) 2019年5月30日閲覧。
3. ↑  Campbell, Charlie (2017年7月27日). “China’s Greening of the Vast Kubuqi Desert is a Model for Land Restoration Projects Everywhere” (英語). Time 2019年5月30日閲覧。
4. ↑  “China transforms extreme frontier to energy hub”. www.independent.co.uk (2025年3月31日). 2025年3月31日閲覧。
5. ↑  “Former teacher tackles desertification in China's Inner Mongolia” (英語). The Japan Times (2025年3月31日). 2025年3月31日閲覧。
6. ↑  Howarth, Tom (2024年12月30日). “NASA images reveal massive building project in China's desert” (英語). Newsweek. 2024年12月31日閲覧。